# 烏利亞尼夫卡 (斯克維拉區)
49°37′17″N 29°32′18″E / 49.62139°N 29.53833°E
烏利亞尼夫卡（烏克蘭語：Улянівка）是位於烏克蘭北部的村莊，由基辅州白采爾克瓦區的斯克維拉市鎮負責管轄。該村面積0.18平方公里，海拔高度236米，2001年人口32，人口密度每平方公里177.8人。